# The Odd Couple (album)
Pour les articles homonymes, voir The Odd Couple.
Albums de Gnarls Barkley
St. Elsewhere
(2006)
The Odd Couple est le 2e album du duo Gnarls Barkley, composé du chanteur Cee-Lo et du producteur Danger Mouse. L'album était initialement prévu pour le début du mois d'avril 2008 (notamment le 8 en France), cependant il est rendu disponible en téléchargement légal dès le 18 mars sur des sites tels que iTunes Store et Amazon MP3. La sortie en magasins est également avancée au 25 mars dans de nombreux pays. Il est sorti en France le 31 mars.

## Titres
1. "Charity Case" - 3:13
2. "Who's Gonna Save My Soul" - 3:16
3. "Going On" - 2:55
4. "Run (I'm a Natural Disaster)" - 2:44
5. "Would-Be Killer" - 2:24
6. "Open Book" - 3:22
7. "Whatever" - 2:21
8. "Surprise" - 3:41
9. "No Time Soon" - 2:56
10. "She Knows" - 2:47
11. "Blind Mary" - 3:26
12. "Neighbours" - 3:06
13. "A Little Better" - 3:07